# ليك هيلين
ليك هيلين (بالإنجليزية: Lake Helen)‏ هي مدينة أمريكية تقع في ولاية فلوريدا. تبلغ مساحة هذه المدينة 11.8 (كم²)،ويبلغ عدد سكانها 2624 نسمة حسب إحصاء سنة 2010 م 2624.تشير إحصاءات سنة 2000م بأن الكثافة السكانية في هذه المدينة تقدر بـ(auto) نسمة/كم2 